# S/2003 J 12
S/2003 J 12 je Jupitrov naravni satelit. Trenutno še nima uradnega imena. Spada med nepravilne lune z vzvratnim gibanjem. Med nepravilnimi lunami je Jupitru najbliže. Ne pripada nobeni skupini.
Luno S/2003 J 12 je leta 2003 odkrila skupina astronomov, ki jo je vodil Scott S. Sheppard z Univerze Havajev . Luna S/2003 J 12 ima premer okoli 1 km in obkroža Jupiter v razdalji 17,740.000 km. Obkroži ga v 482,691 dneh po krožnici, ki ima naklon tira 143 ° (glede na ekliptiko in ekvator). 
S/2003 J 12 ima premer samo 1 km. Njena gostota je ocenjena na 2,6 g/cm3, kar kaže da je sestavljena iz kamnin.
Njen navidezni sij je 23,9 m.